# Gilles-Éric Séralini
Gilles-Éric Séralini, né le 23 août 1960 à Bône en Algérie, est un biologiste français, professeur de biologie moléculaire à l'université de Caen. Il est cofondateur, administrateur et membre de l'association Criigen jusqu'en 2018.
Opposé à la culture de plantes génétiquement modifiées (OGM), il s'est fait notamment connaître du grand public pour ses études sur les OGM et les pesticides, et en particulier en 2012 pour une étude très médiatisée et controversée qui semblait démontrer l'effet toxique d'un OGM et du RoundUp sur des rats.

## Biographie

### Jeunesse
Gilles-Éric Séralini est né en Algérie en 1960 d'un père technicien dans les télécommunications et d'une mère institutrice. La famille s’installe à Thonon-les-Bains, puis à Nice où Gilles-Éric Séralini obtient son baccalauréat à 16 ans. Il soutient sa thèse de doctorat en biochimie et biologie moléculaire à l'université de Montpellier-II en 1987.

### Recherche sur les OGM
En 1997, Gilles-Éric Séralini commence à s'intéresser aux Organismes génétiquements modifiés (OGM) et signe l'appel lancé par le botaniste Jean-Marie Pelt, qui demande, au nom du principe de précaution, un moratoire sur les cultures transgéniques, le temps d'en évaluer les risques.
Il fonde en 1999, avec Corinne Lepage, le Comité de recherche et d'information indépendantes sur le génie génétique (Criigen), que rejoignent quelques chercheurs reconnus, tel Pierre-Henri Gouyon, professeur au Muséum national d'histoire naturelle.
Il est membre de la Commission Borloo-Lepage au Grenelle de l’environnement entre 2007 et 2008 afin de contribuer à une réforme réglementaire visant à réévaluer les biotechnologies au sein de l’Union européenne,.
Il est principalement connu pour ses travaux sur la toxicité de l'herbicide Roundup sur des cellules en culture ainsi que sur celles des adjuvants dans les herbicides. Une de ses publications, très médiatisée, démontre en 2012 l'effet toxique d'un OGM et du RoundUp sur des rats captifs, cette publication est plus tard contredite par une expérimentation plus rigoureuse[Laquelle ?].
Il a, à de nombreuses reprises, exprimé son opposition à l'utilisation des plantes génétiquement modifiées en agriculture[source détournée],[source secondaire nécessaire].

### Engagement politique
Le 13 avril 2007, lors d’un meeting des Verts à Caen, Gilles-Éric Séralini apporte son soutien à la candidature de Dominique Voynet pour la présidentielle de 2007.
En février 2014, Gilles-Éric Séralini copréside le comité de soutien de la liste « Caen, écologiste et citoyenne » présentée par Europe Écologie Les Verts pour les élections municipales de 2014.
En septembre 2015, Gilles-Éric Séralini apporte publiquement son soutien à la liste du Calvados pour Normandie Écologie présentée par Europe Écologie Les Verts pour les élections régionales de 2015.

## Étude médiatisée sur la toxicité du Roundup et du maïs OGM NK 603
En septembre 2012, la revue américaine Food and Chemical Toxicology publie une étude dirigée par Gilles-Éric Séralini faisant état d'effets tumorigènes et toxiques du maïs génétiquement modifié NK 603 et de l'herbicide RoundUp sur des rats nourris pendant deux ans avec ce dernier. Cette étude a un grand retentissement médiatique et relance la controverse sur les OGM,. La manière dont est orchestrée la sortie de cette étude est fortement critiquée par les scientifiques et par la presse[réf. nécessaire].
Saisi pour avis le 24 septembre 2012 par les autorités compétentes françaises (le ministère des Affaires sociales et de la Santé, le ministère délégué auprès du ministère de l’Économie et des Finances, chargé de l’économie sociale et solidaire et de la consommation, le Ministère de l’Écologie, du Développement durable et de l’Énergie, le ministère de l'Agriculture, de l'Agroalimentaire et de la Forêt), le Haut Conseil des biotechnologies rend le 19 octobre 2012 un avis invalidant très largement la méthodologie scientifique suivie, juge que « le dispositif expérimental mis en œuvre est inadapté aux objectifs de l'étude » et concluant « que l’article, essentiellement descriptif, ne permet d’établir aucune relation de causalité entre des événements observés durant l’étude et la consommation de maïs NK603, traité ou non avec du RoundUp »,.
Pour Sylvestre Huet, président de l'Association des journalistes scientifiques de la presse d'information (AJSPI) « l'étude du professeur Séralini pose une question redoutable. Est-elle seulement médiocre, dans sa conception qui interdisait d'espérer des réponses robustes aux questions posées, et dans sa présentation dont le texte de l'article qui fait le silence sur les résultats mêmes de l'expérience qui contredisent les conclusions des auteurs ? Ou a-t-on affaire à ce type de publications identifié par l'historienne des sciences Naomi Oreskes dans son livre Marchands de doutes ? ».
Les résultats de l'étude mobilisent la communauté scientifique qui les rejettent dans sa grande majorité,, sur la base d'analyses statistiques menées à partir des éléments contenus dans l'article et qui ne permettent pas de conclure à un effet toxique des maïs OGM ou du Roundup. Plusieurs commentateurs soupçonnent ce rejet d'être motivé par des conflits d'intérêts,.
Invité à se prononcer sur cette étude, Dominique Gombert, directeur de l'évaluation des risques de l'Agence nationale de sécurité sanitaire de l'alimentation, de l'environnement et du travail (Anses) reconnaît que l'étude de M. Séralini a le mérite d'être « ambitieuse et originale », en traitant la question des effets à long terme des OGM et des résidus de produits phytopharmaceutiques. Mais elle comporte des « faiblesses d'ordre statistique et explicatif qui ne permettent pas de remettre en cause les évaluations précédentes ». L'Anses pointe néanmoins « la nécessité de s'attaquer à la question du risque chronique ».
En novembre 2013, A. Wallace Hayes, le rédacteur en chef de la revue américaine Food and Chemical Toxicology annonce le retrait de l'article en estimant que s'il n'avait « relevé ni fraude, ni mauvaise interprétation des données », « les données présentées, si elles n'étaient pas incorrectes, ne permettaient pas de conclure. » L'équipe Séralini rejette cette décision et dénonce l'arrivée de Richard Goodman, ancien salarié de Monsanto, au Comité éditorial de la revue.
« In fine, l'éditeur en chef annonce à M. Séralini que son article est retiré parce qu'il est « inconclusif ». Cette raison pourra sembler peu convaincante, car elle ne fait pas partie des causes de rétractation listées dans les lignes directrices de la revue. Il serait facile de trouver de nombreux articles dont les conclusions n'ont pas été confirmées et qui auraient pu avoir le même sort » observe le journaliste scientifique Sylvestre Huet dans Libération en décembre 2013.
En juin 2014, la revue scientifique Environmental Sciences Europe, republie l'étude dans une version légèrement remaniée, accompagnée des données brutes, ouvrant la voie à des contre-expertises. Selon Winfried Schröder, un des éditeurs de la revue : « Nous souhaitons permettre une discussion rationnelle concernant l’article de Séralini et al. (Food Chem Toxicol 2012, 50:4221–4231) en le republiant. La compétition méthodologique est l’énergie nécessaire au progrès scientifique. Le seul objectif est de permettre la transparence scientifique et, sur cette base, une discussion qui ne cherche pas à cacher, mais bien à se concentrer sur ces controverses méthodologiques nécessaires. ».
L'étude de Séralini engendre le lancement de plusieurs études européennes et françaises visant à explorer les effets à long-terme (au delà des 90 jours des protocoles standards). Avec les premières publications issues de ces travaux, il semble que ces protocoles contredisent les conclusions de l'étude de Séralini : avec six mois de recul (dans le cadre de l'expérience GMO90plus), les rats alimentés en maïs génétiquement modifié (MON 810 ou NK 603) ne présenteraient aucune preuve d'effet biologique significatif.

## Procès en diffamation

### Procès contre Marc Fellous

#### Condamnation puis relaxe de Marc Fellous pour diffamation
Le 26 avril 2010, Gilles-Éric Séralini poursuit devant les tribunaux Marc Fellous, professeur de génétique à l'université Paris 7 pour diffamation à la suite de propos tenus dans le cadre d'une demande d'équivalence de temps d'antenne formulée auprès du CSA. À l'époque, Marc Fellous est président de l'Association française des biotechnologies végétales (AFBV), association de promotion des biotechnologies végétales, dont les OGM. La 17e chambre correctionnelle du tribunal de grande instance de Paris condamne Marc Fellous, le 18 janvier 2011, estimant que l'imputation faite à Gilles-Éric Séralini « d'avoir failli à son obligation de probité intellectuelle en raison de sa dépendance à l'égard de Greenpeace, dont il recevrait une aide financière pour ses travaux », est diffamatoire,. Elle précise : « mettant en cause son indépendance à l'égard d'un organisme supposé financer ses travaux », ces propos « portent d'autant plus atteinte à l'honneur […] de Gilles-Éric Séralini que Marc Fellous revendique sa qualité de président d'une association qui se présente comme "une ONG créée en juin 2009, strictement indépendante" ». En revanche, elle n'a pas jugé diffamatoire le qualificatif de « chercheur militant », pas plus que l'assimilation de M. Séralini à des « marchands de peurs ». Marc Fellous est condamné à 4 000 euros de remboursement de frais de justice, 1 000 euros d’amende avec sursis et 1 euro de dommages et intérêts.

#### Second procès de Gilles-Éric Séralini et du Criigen envers Marc Fellous
Marc Fellous est accusé de faux et usage de faux pour usage de la signature d'un collègue, lors du procès en diffamation intenté par Gilles-Éric Séralini et mis en examen le 25 novembre 2015 à la suite de la plainte de Gilles-Éric Séralini et du Criigen contre lui, l'audience se tient le 19 octobre 2017, Marc Fellous est relaxé par délibéré rendu le 14 décembre 2017[réf. souhaitée]. Après ce délibéré le parquet ne fait pas appel[réf. souhaitée].

### Condamnation du journalMarianneet de Jean-Claude Jaillette pour diffamation
Le tribunal de grande instance de Paris a condamné Jean-Claude Jaillette, et Maurice Szafran pour le journal Marianne, le 6 novembre 2015,, :
- pour diffamation envers un fonctionnaire public, le professeur Séralini ;
- pour diffamation publique, envers les chercheurs de l'équipe du professeur Séralini, et envers le Criigen.

Le 14 janvier 2012, Corinne Lepage annonce avoir, avec Gilles-Éric Séralini, porté plainte en diffamation contre « des assertions de fraude et données falsifiées publiées dans Marianne par Jean-Claude Jaillette ». Celui-ci se défend de n'avoir fait que citer un article de scientifiques publié dans la revue Forbes où il était question d'un « parfum de fraude », arguant que dans les milieux scientifiques anglo-saxons la fraude misconduct démarre dès qu'il y a omission volontaire de certaines données ou la création d'un protocole visant spécifiquement à obtenir des résultats conformant l’hypothèse de départ.
Jean-Claude Jaillette, et Maurice Szafran pour le journal Marianne, sont condamnés à verser 6 000 euros de dommages et intérêts, ainsi que 3 000 euros au titre des frais de justice. De plus :
- Jean-Claude Jaillette est condamné à une amende de 500 euros avec sursis, et de 1 000 euros à verser à la partie civile ;
- Maurice Szafran est condamné à une amende de 1 000 euros sans sursis, ayant déjà été condamné, et de 2 000 euros à verser à la partie civile[39].

Ils doivent également publier, à leurs frais, un communiqué annonçant la condamnation, pour 3 000 euros hors taxes.
Le 7 septembre 2016, la cour d'appel de Paris confirme la condamnation pour diffamation, y ajoutant un total de 6 000 euros supplémentaires au titre des frais de justice.

### Procès contre Patrick Cohen, Géraldine Woessner et Mac Lesggy
En 2019, Gilles-Éric Séralini porte plainte, pour diffamation, contre les journalistes Patrick Cohen, Géraldine Woessner, et l'animateur Mac Lesggy, qui réagissent à sa participation dans un numéro d'Envoyé spécial sur les dangers supposés du glyphosate. Patrick Cohen qualifie son étude de « l'une des pires tromperies scientifiques de ces 10 dernières années », Géraldine Woessner parle « d'étude frauduleuse » sur Facebook ; Mac Lesggy réagit dans un tweet sur X : « Pas l’ombre d’une remise en question… Mais comment s’en étonner quand cette émission a été préparée avec le fraudeur Séralini ? ».
Le procès pour diffamation a lieu le 1er septembre 2023, le tribunal prononce la relaxe des trois mis en examen le 17 octobre 2023.

## Controverses

### LivreTous Cobayes!et documentaire associé
La publication de l'étude de 2012 sur le maïs génétiquement modifié NK 603 est très médiatisée et coïncide avec la publication du livre Tous Cobayes ! ainsi que d'un documentaire associé Tous cobayes ?. Ce mode opératoire est exceptionnel dans la publication de travaux scientifiques. Il fait l'objet de critiques suggérant une « opération de communication savamment menée » et également l'objet d'accusations de conflit d'intérêts. Dans un communiqué commun, l'Académie d'agriculture de France, l'Académie nationale de médecine, l'Académie nationale de pharmacie, l'Académie des sciences, l'Académie des technologies et l'Académie vétérinaire de France écrivent : « Quant aux conflits d’intérêt dont [Gilles-Éric] Séralini accuse continuellement les scientifiques de tous bords et de toutes origines, on peut se poser la question de l’absence de tels conflits d’intérêt pour lui-même et ceux qui l’entourent quand on connaît leur engagement écologique et les soutiens financiers qu’ils ont obtenus par des groupes de distribution fondant leur publicité sur l’absence d’OGM dans les produits alimentaires qu’ils proposent à leurs clients. ».
Après que l'étude de 2012 est republiée en 2014, certaines analyses statistiques menées sur les données brutes conduissent à une absence de démonstration de risque lié à la consommation des OGM utilisés dans l'étude,,.
À la suite de cette intervention des Académies, 140 scientifiques français publient dans la presse une tribune intitulée « Science et conscience », selon laquelle « le fait qu’un groupe d’une douzaine de personnes prétendant représenter six académies ait décidé d’un communiqué commun sans débat est contraire au fonctionnement normal de ces institutions et interroge sur la vision de la science et de la technologie (et de leur utilité sociale) ayant présidé à une telle décision ».

### Entreprise Sevene Pharma
Gilles-Éric Séralini publie des études concernant des traitements à base de plantes destinés à « détoxifier » l'organisme, en particulier les granules homéopathiques de l'entreprise Sevene Pharma. Des études de Gilles-Éric Séralini sont financées par Sevene Pharma, des salariés de l'entreprise en étant par ailleurs coauteurs, comme Cécile Décroix-Laporte, directrice générale de la société Sevene Pharma Monoblet. Le jury de la thèse de doctorat de Céline Gasnier, intitulée Mécanismes d'intoxication de cellules de mammifères par les herbicides à base de glyphosate et de détoxification comprenait à la fois Gilles-Éric Séralini, Cécile Decroix-Laporte et Joël Spiroux de Vendômois, président du Criigen. En 2012, le laboratoire de recherche de Caen dirigé par Gilles-Éric Séralini perçoit de la société Sevene Pharma par deux fois des rémunérations de prestations pour des conférences auprès des professionnels de santé, et une rémunération en 2011 pour une formation de biochimie auprès des visiteurs médicaux de la société. Gilles-Éric Séralini reconnaît avoir étudié des produits de la société dans le cadre de l'encadrement d'une thèse et de deux publications.
En décembre 2012, le blog Agriculture et Environnement publie une enquête fouillée de Gil Rivière-Wekstein dévoilant les liens entre plusieurs cadres et actionnaires de Sevene Pharma et le mouvement Invitation à la vie (IVI) classé en 1995 et 1996 dans la catégorie « sectes guérisseuses pseudo-catholiques » par la commission d'enquête parlementaire sur les sectes. La Mission interministérielle de vigilance et de lutte contre les dérives sectaires (Miviludes) continuerait à les surveiller, tout en reconnaissant au Monde qu'IVI « n'a pas fait l'objet de signalements de dérive sectaire » depuis ce classement datant de 1995. Les documents sur lesquels s'appuient Gil Rivière-Wekstein montrent que Daniel Chauvin, qui préside le directoire de Sevene Pharma et détient 10 % des parts de la société, est aussi président de l'association IVI, ainsi que d'autres membres historiques du mouvement sont actionnaires de l'entreprise, comme Anne de Constantin (qui a préfacé un livre de la fondatrice du mouvement) ou encore Marie d'Hennezel, propriétaire du domaine du Mazet, où sont cultivées les plantes à partir desquelles sont fabriqués les remèdes « détoxifiants » de Sevene Pharma étudiés et promus par Gilles-Éric Séralini. À l'époque de la publication de l'enquête, la direction commerciale de Sevene Pharma était basée au siège d'IVI à Boulogne-Billancourt.
Daniel Chauvin, dans un droit de réponse dans la revue Agriculture et Environnement confirme les déclarations de Gilles-Éric Séralini. Interrogé par le journaliste Stéphane Foucart dans le journal Le Monde, Gilles-Éric Séralini dément toute relation avec IVI et déclare ignorer les liens entre IVI et Sevene Pharma. Le même journaliste accuse également Agriculture et Environnement d'être une « société de consulting » au service de l'agro-industrie.
En 2015, dans sa déclaration de financement et de conflit d'intérêts à l'occasion d'une nouvelle publication dans PLOS One, il confirme le financement de ses travaux (depuis cinq ans) par Sevene Pharma et sa rémunération à l'occasion de conférences organisé par cette même entreprise.

### Soutien d’un scientifique climato-sceptique
Qualifié « de négateur du changement climatique » par le journaliste de Libération Sylvestre Huet, le statisticien Paul Deheuvels est intervenu à plusieurs reprises en soutien à Gilles-Éric Séralini.
À l’occasion d’une audition de l'Office parlementaire d'évaluation des choix scientifiques et technologiques (OPECST) à l'Assemblée nationale le 19 novembre 2012 sur l’étude controversée de Gilles-Éric Séralini, Sylvestre Huet, en sa qualité de président de l'Association des journalistes scientifiques de la presse d'information (AJSPI), déclare qu’« il est troublant de constater que le soutien majeur mis en avant par Gilles-Éric Séralini lors de son audition précédente à l’Assemblée fut le statisticien Paul Deheuvels, de l’Académie des sciences. Troublant, car M. Deheuvels a remis, en décembre 2010, au nom du Club de l'horloge [classé à l'extrême droite], le prix Lyssenko au climatologue Jean Jouzel pour dénoncer une soi-disant imposture de la communauté scientifique en climatologie ».
Paul Deheuvels est à nouveau intervenu pour soutenir Gilles-Éric Séralini lors d'une conférence de presse tenue à Bruxelles le 28 novembre 2013. Le journaliste du Monde Stéphane Foucart trouve « cocasse » que « le statisticien a appelé à ce que la science puisse être produite sans pressions extérieures, [car] M. Deheuvels, climato-sceptique notoire, a décerné en décembre 2010, au nom du Club de l'horloge, le prix Lyssenko de la « désinformation scientifique » au climatologue Jean Jouzel, médaillé d'or du CNRS et l'un des scientifiques français les plus cités ».

## Distinctions
En 2008, il est fait chevalier de l’ordre national du Mérite, sur proposition du ministère de l'Écologie pour l'ensemble de sa carrière en biologie. L'insigne lui a été remis par Nathalie Kosciusko-Morizet.
En 2012, le site internet du Criigen annonce le prix du «  scientifique international de l’année 2011  », décerné au professeur Gilles-Éric Séralini par l'« International Biographical Centre of Cambridge (en) », « pour ses nombreux travaux de recherche sur les effets des OGM et des pesticides sur la santé ». Il annonce toutefois supprimer cette mention de son CV[réf. nécessaire] lorsqu'il est révélé que « pour obtenir ce « prestigieux » diplôme, comportant la photo de l’heureux élu, il suffit d’adresser par retour de courrier la modique somme de 370 dollars. »
En 2015, en Allemagne, la Fédération des scientifiques allemands (en).
En 2016, à l'occasion de l'Environmental Health Symposium de San Diego aux États-Unis, il reçoit le prix Theo Colborn décerné par 300 chercheurs et médecins.

## Œuvres

### Articles scientifiques
D'après sa présentation sur le site du Criigen en 2015, Gilles-Éric Séralini est auteur sur 91 publications.

### Ouvrages
- Le Sursis de l'espèce humaine, Belfond, 1997 (prix Compagnie Philips Éclairage de la vulgarisation scientifique 1998, remis par le festival Science Frontières[69]) ; rééd. revue et augmentée sous le titre Nous pouvons nous dépolluer !, Josette Lyon, 2009.
- L'Évolution de la matière, de la naissance de l'Univers à l'ADN, éditions Pocket, collection « Explora », 1994.
- OGM : le vrai débat, Flammarion, coll. « Dominos », 10 octobre 2000, 128 p. (ISBN 978-2-08-035733-5).
- Ces OGM qui changent le monde, Flammarion, 1er janvier 2003 (présentation en ligne). Nouvelles éditions revues et augmentées en 2004 et 2010.
- Après nous le déluge ?, Flammarion, 21 avril 2006, 186 p. (ISBN 978-2-08-210549-1, présentation en ligne). Coauteur : Jean-Marie Pelt.
- Génétiquement incorrect, Flammarion, 10 octobre 2011, 321 p. (ISBN 978-2-08-210094-6, présentation en ligne).
- Tous cobayes! : OGM, Pesticides, Produits chimiques, Paris, Flammarion, 26 septembre 2012, 224 p. (ISBN 978-2-08-126236-2).
- Nous pouvons nous dépolluer, Paris, Ed. Josette Lyon, 26 janvier 2009, 327 p. (ISBN 978-2-84319-188-6).
- Gilles-Éric Séralini et Jérôme Douzelet, Plaisirs cuisinés ou poisons cachés : dialogue entre un chef et un scientifique, Actes Sud, 2014, 216 p. (ISBN 978-2-330-03433-7)
- Gilles-Éric Séralini et Jérôme Douzelet, Le Goût des pesticides dans le vin, Actes Sud, 2018, 144 p. (ISBN 978-2-330-09300-6).
- Gilles-Éric Séralini et Jérôme Douzelet, L'Affaire Roundup à la lumière des Monsanto Papers, Actes Sud, 2020, 190 p. (ISBN 9782330140588).

#### Participation à des ouvrages collectifs
- Vous avez dit cancer ? Des causes environnementales à la prévention, Jouvence, 2010.
- Médecines et Alimentation du futur, Le Courrier du Livre, 2009.
- Aux origines des plantes : Des plantes et des hommes, Fayard, 2008.
- Regards croisés sur le commerce équitable, L'Harmattan, 2006.
- Santé et Droits de l'homme, vol. 2, Médecine et Hygiène, 2006.
- Ensemble sauvons notre planète, Guy Trédaniel, 2005.
- Dictionnaire des risques : Approche socioanthropologique, Armand Colin, 2003.
- La Guerre au vivant, Agone, 2001.
- Les Organismes génétiquement modifiés face au droit, Annonces de la Seine, 2000.
- Transgénique : Le Temps des manipulations, Frison-Roche, 1998.
- Génie génétique : Des chercheurs citoyens s'expriment, Sang de la Terre/Écoropa, 1997.

### Participation à des documentaires
Gilles-Éric Séralini est l'un des protagonistes des documentaires Severn, la voix de nos enfants (2010) et Tous cobayes ? (2012) réalisés par Jean-Paul Jaud. Il apparaìt également en 2009, dans le documentaire The Idiot Cycle (en)[réf. nécessaire].

### Poésie
Il écrit et publie ses poésies : Il n'est source que bonheur  (ISBN 092085-919-4), Ciel à brûler en 1985, illustrées par Cyril de La Patellière tout en dirigeant une association littéraire niçoise initiée par Menica Rondelly : Art et poésie sur la Côte d'Azur. Dans ce cadre il préface également certains ouvrages d'art (Nice ou la Terre lumineuse de Cyril de La Patellière  (ISBN 978-2-904853-01-2)). Puis, en 2020, il fait paraître Nos maisons ont souvent un arbre dans le cœur aux éditions Muse  (ISBN 978-620-2-29596-3).

### Philosophie des sciences
- Florence Piron, Thibaut Varin: L’affaire Séralini et la confiance dans l’ordre normatif dominant de la science part 1, Implications philosophiques, Juillet 2014, et part 2